# سولتسفلد
سولتسفلد (به آلمانی: Sülzfeld) یک شهر در آلمان است که در تورینگن واقع شده‌است. سولتسفلد ۸۷۱ نفر جمعیت دارد.